# Spasm
Spasm és una banda de pornogrind i goregrind txeca formada el gener de l'anmy 2000 a  Kojetin. La característica única de la banda és la manca d'ús de guitarres en el seu treball i la seva imatge escènica durant els concerts en directe: el seu enorme vocalista actua amb un banyador de Borat i sovint amb una màscara sadomasoquista en forma de musell de porc.

## Història
La història de la banda comença el gener de 2000, quan els músics de dues bandes, Psychopathia i Romantic Love, van decidir iniciar un projecte de goregrind paral·lel. Tanmateix, quan Psychopathia (una banda que actuava habitualment fins aleshores) es va dissoldre, res va impedir que els músics tractessin Spasm com el seu projecte principal. Els supòsits dels fundadors eren senzills: havien de tocar la música més extrema combinada amb idees extraordinàries.
La formació original incloïa un dels músics de Psychopathia, el guitarrista Mira, però aviat es va formar la formació final de tres persones: Sam –baix, Lukáš –instruments de percussió i Máňa –veu. La banda va passar tot el primer any preparant material per al seu primer àlbum de demostració. Un àlbum titulat Spasmatic Secretion que es va gravar i llançar el maig de 2001, però finalment no es va copiar ni distribuir. Des d'aleshores, la banda ha anat millorant progressivament les seves habilitats participant en diversos concerts i esdeveniments, i va ser aleshores quan va decidir abandonar l'ús guitarres per crear música.
El 2004, el primer àlbum de demostració "real" de la banda titulat Promo es va publicar pel seu compte, i això va suposar un punt d'inflexió en la carrera de la banda, i un any més tard, el maig de 2005, Copremesis Records va publicar el seu àlbum debut titulat Lust For Feculent Orgasm. Poc després, hi va haver malentesos musicals entre els músics Máňa, que tenia una visió diferent del concepte de la banda, va abandonar l'agrupació i va ser substituïda pel propietari de l'esmentada companyia Copremesis Records - Radim (Copretina). Després de llançar el seu àlbum de debut, la banda va començar a actuar de nou en diversos concerts, en particular, una actuació al festival Obscene Extreme el 2006 que va ser especialment important per al reconeixement i la carrera de la banda.
Els tres anys següents van estar marcats per una sèrie de concerts que inclouen actuacions a països com la República Txeca, Polònia, Eslovàquia, Alemanya i Àustria. A més, el grup va preparar cançons per a diversos recopilatoris i un altre CD. La popularitat i el reconeixement del grup va augmentar gradualment.
A principis de 2008, Spasm va entrar a l'estudi per gravar un altre àlbum de llarga durada. No obstant això, es va crear tant material durant l'enregistrament que algunes de les cançons van acabar en un EP dividit amb la banda eslovaca de grindcore Mizar, publicat el març de 2008 per Rarach Katus. L'àlbum complet titulat Paraphilic Elegies, malgrat algunes dificultats tècniques amb el seu llançament, va ser llançat l'octubre de 2008 per la reconeguda companyia alemanya Rotten Roll Rex, especialitzada en música extrema.
Els anys 2009 i 2010 es van presentar actuacions en diversos concerts i festivals, no només a la seva terra natal sinó també a altres països europeus (Ucraïna, Portugal, Holanda). Aleshores, Spasm va gravar el seu primer vídeo musical i va treballar en material per al seu següent àlbum, Taboo Tales, que finalment va ser llançat a l'estiu de 2011. El mateix any, es va publicar el següent videoclip oficial de la banda, aconseguint el quart lloc en la classificació dels Premis Břitva Txecs en la categoria de "vídeo de l'any".
L'any 2012 iniciaren una gira europea amb la banda txeca Gutalax, que cincloïa 10 concerts a cinc països. La banda també actua en festivals importants com Obscene Extreme i Extreme Fest a Àustria, Alemanya i Suïssa. Apareixen invitacions a diversos concerts i esdeveniments, com ara: als Països Baixos, Polònia, Suïssa i Alemanya.
El 2013 la banda va anar a Rússia per primera vegada i va actuar en festivals txecs més petits, com l'Antitrend Fest, però també al gran Rape The Escape Fest a Àustria.
El gener de 2014 la banda va fer una gran gira per Mèxic, sovint encapçalant esdeveniments, i el maig del mateix any van tocar dues vegades als Països Baixos. Aquests inclogueren festivals tan reconeguts com Grindhoven i el festival de clubs de música extrema més gran del món Neurotic Deathfest. Els anys següents van portar actuacions en esdeveniments tan prestigiosos com Brutal Assault, Fekal Party a la República Txeca i Chimpy Fest a Gran Bretanya.
El 2015 es va publicar el següent LP de la banda, titulat Pussy De Luxe, que va rebre crítiques molt positives. L'àlbum va ser promogut per més concerts i actuacions en festivals com Obscene Extreme, Gothoom Open Air i Out Of The Crypt a Alemanya.
L'any 2017, la banda, juntament amb Gutalax, inicià una gran gira per Europa, titulada GoreCrusher European Tour, promocionant l'últim split gravat junts. La gira inclogué actuacions a països com Àustria, Alemanya, França, Suïssa, Bèlgica i els Països Baixos.
La banda ha visitat Polònia diverses vegades, entre elles: El 2 de novembre de 2012, al Rock'a Club de Gliwice com a part de la Drum 'n' Bass Gigolo Gore Grind Party o el 12 de febrer de 2016, al pub Korba de Chorzów.

## Estil musical
La música de la banda és típicament goregrind. A causa del missatge de les cançons, que pretenen ser absolutament impactants, Spasm és considerada una de les bandes més importants del gènere pornogrind. La mateixa banda descriu la seva música com Drum 'n' Bass Gigolo Gore Grind. Els títols de les cançons són obscens i el contingut és igual d'escandalós, però com amb pràcticament totes les bandes que interpreten aquest tipus de música, les veus són essencialment incomprensibles. El contingut tracta sobre els tipus de sexe més pervertits, i l'àlbum Taboo Tales fins i tot es pot considerar un àlbum conceptual dedicat a les parafílies més pervertides.

## Membres
- Sam - baix
- Radim - veu
- Rudy - bateria

## Discografia
- Spasmatic Secretion - Demo, 2001
- Promo - Demo, 2004
- Lust For Feculent Orgasm - Album, 2005 (Copremesis Records)
- Spasm / Mizar - Split EP, 2008 (Rarach Katus Records)
- Paraphilic Elegies - Album, 2008 (Rotten Roll Rex)
- Shy Lesbians Defecation na kompilacji 100 Way Splatter Fetish 2, 2009 (Parkinson Wankfist Pleasures)
- Taboo Tales - Album, 2011 (Rotten Roll Rex)
- Pussy De Luxe - Album, 2015 (Rotten Roll Rex)